# Pugeran Maguwoharjo
Pugeran Maguwoharjo är en ort i Indonesien.   Den ligger i provinsen Yogyakarta, i den västra delen av landet, 400 km öster om huvudstaden Jakarta. Pugeran Maguwoharjo ligger 148 meter över havet och antalet invånare är 600.
Terrängen runt Pugeran Maguwoharjo är lite kuperad, och sluttar söderut. Runt Pugeran Maguwoharjo är det mycket tätbefolkat, med 1 221 invånare per kvadratkilometer. Närmaste större samhälle är Yogyakarta, 6,9 km väster om Pugeran Maguwoharjo. Trakten runt Pugeran Maguwoharjo består till största delen av jordbruksmark.